# STS-71
STS-71 e шестдесет и деветата мисия на НАСА по програмата Спейс шатъл и четиринадесети полет на совалката Атлантис. Това е трети полет по програмата Мир-Шатъл и първо скачване на совалката с орбиталната станция Мир. Това е пилотиран полет № 100 за САЩ и 22-ра пилотирана мисия до станцията „Мир“.

## Екипаж

### При старта

#### На совалката
| Пост                    | Астронавт                             |
| ----------------------- | ------------------------------------- |
| Командир                | Робърт Гибсън пети космически полет   |
| Пилот                   | Чарлс Прекърт втори космически полет  |
| Специалист на мисията 1 | Елен Бейкър трети космически полет    |
| Специалист на мисията 2 | Бони Дънбар четвърти космически полет |
| Специалист на мисията 3 | Грегъри Хърбо трети космически полет  |

#### Основна експедиция Мир-19
| Пост        | Космонавт                                   |
| ----------- | ------------------------------------------- |
| Командир    | Анатолий Соловьов четвърти космически полет |
| Бординженер | Николай Бударин първи космически полет      |

### При кацането
Екипажът при приземяването е този на совалката плюс екипажа на Основна експедиция – 18 (OE-18) на станцията „Мир“.

### Екипаж на Мир-18
| Пост                   | Космонавт                                |
| ---------------------- | ---------------------------------------- |
| Командир               | Владимир Дежуров първи космически полет  |
| Бординженер            | Генадий Стрекалов пети космически полет  |
| Космонавт-изследовател | Норман Тагард НАСА пети космически полет |

- Броят на полетите е преди и включително тази мисия.

## Резервен екипаж на Мир-19
| Пост        | Космонавт          |
| ----------- | ------------------ |
| Командир    | Юрий Онуфриенко    |
| Бординженер | Александър Полещук |

## Полетът
Основната цел на този полет е среща и скачване на космическата совалка с руската космическа станция „Мир“. При това първо скачване се предвиждала замяна на екипажа на станцията (Соловьов и Бударин на мястото на Дежуров, Стрекалов и Тагард).
Други задачи са провеждане на медицински експерименти с помощта на лабораторията Спейслаб, снимки с помощта на IMAX-камера и Shuttle Amateur Radio Experiment II (SAREX-II) – аматьорско радиопредаване.
При скачването се образува най-големият космически обект в космоса и първа смяна на екипаж на совалка в орбита. В следващите 5 дни (около 100 часа) се провеждат съвместните експерименти, както и се прехвърля оборудване от и за станцията. По време на полета са проведени 15 отделни биомедицински и научни изследвания, използвайки модула Spacelab, монтиран в задната част на товарния отсек на совалката в следните направления: сърдечно-съдови и белодробни функции; метаболизъм на човека, неврологията, хигиената и др.
Множество медицински проби, както и дискове и касети с резултати от тях са били прехвърлени на борда на „Атлантис“, включително повече от 100 проби от урина и слюнка, около 30 кръвни проби, 20 повърхностни мостри, 12 проби от въздух, няколко водни проби и множество проби от дъх, взети от членовете на екипажа на „Мир“ ОЕ-18. Към „Мир“ са прехвърлени повече от 450 кг вода, генерирана от системата за промиване и електролиза на отпадъците.
Преди откачването на совалката „Aтлантис“ от станцията „Мир“ ОЕ-19 временно „изоставя“ станцията, отлитайки от нея с космическия кораб „Союз ТМ-21“. След отделянето си от станцията екипажът има възможност да фотографира както скачената совалка и орбитална станция, така и самото им разделяне. „Союз ТМ-21“ се отделя в 10:55 UTC, a совалката в 11:09 ч. „Союз“ се скачва отново с „Мир“ в 11:38 часа отново откъм страната на модула Квант-1.
При завръщането си екипажът на совалката от 8 души изравняват най-големият екипаж (STS-61A от октомври 1985 г.) в историята на совалките.

## Параметри на мисията
- Маса:
  - Полезен товар: 12 191 кг
- Перигей: 342 км
- Апогей: 342 км
- Инклинация: 51,6°
- Орбитален период: 88.9 мин

Скачване с „Мир“
- Скачване: 29 юни 1995, 13:00:16 UTC
- Разделяне: 4 юли 1995, 11:09:42 UTC
- Време в скачено състояние: 4 денонощие, 22 часа, 9 минути, 26 секунди.

## Галерия
- Изглед към скачващия възел на совалката намиращ се все още в монтажното хале
- Стартът на совалката
- Посрещането на екипажа на совалката на борда на „Мир“
- Краят на мисия STS-71